# Monestir de Sucevița
El monestir de Sucevița és un convent ortodox situat a la part nord-est de Romania. Es troba a prop del riu Suceviţa, al poble de Sucevița, a 18 km a l'oest de la ciutat de Rădăuţi i a 55 km de Suceava, al comtat de Suceava. Es troba a la part sud de la regió històrica de Bucovina (nord-oest de la regió de Moldàvia). Va ser construït el 1585 per Ieremia Movilă, Gheorghe Movilă i Simion Movilă. Les muralles es van acabar el 1601.

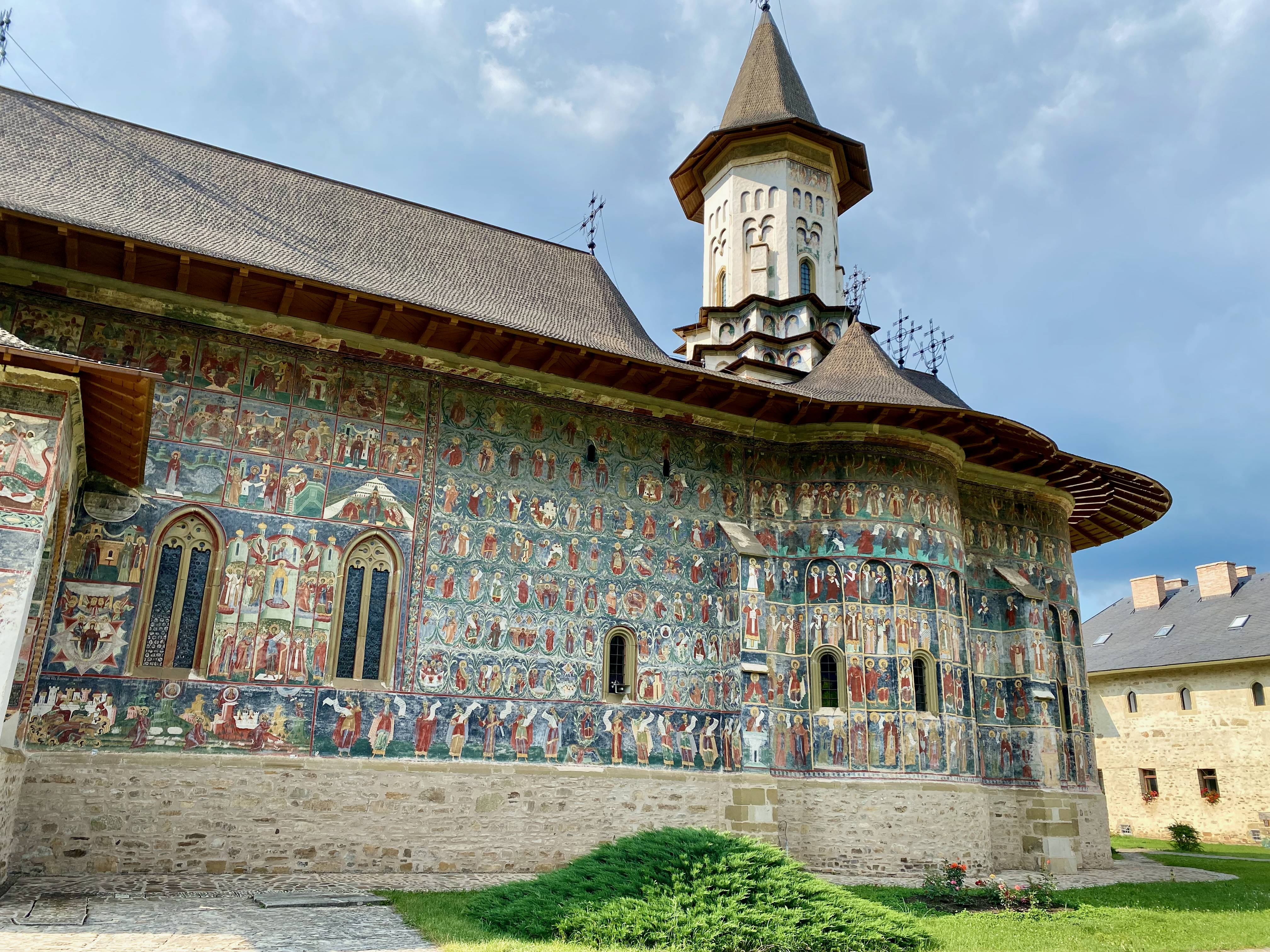
Frescos exteriors

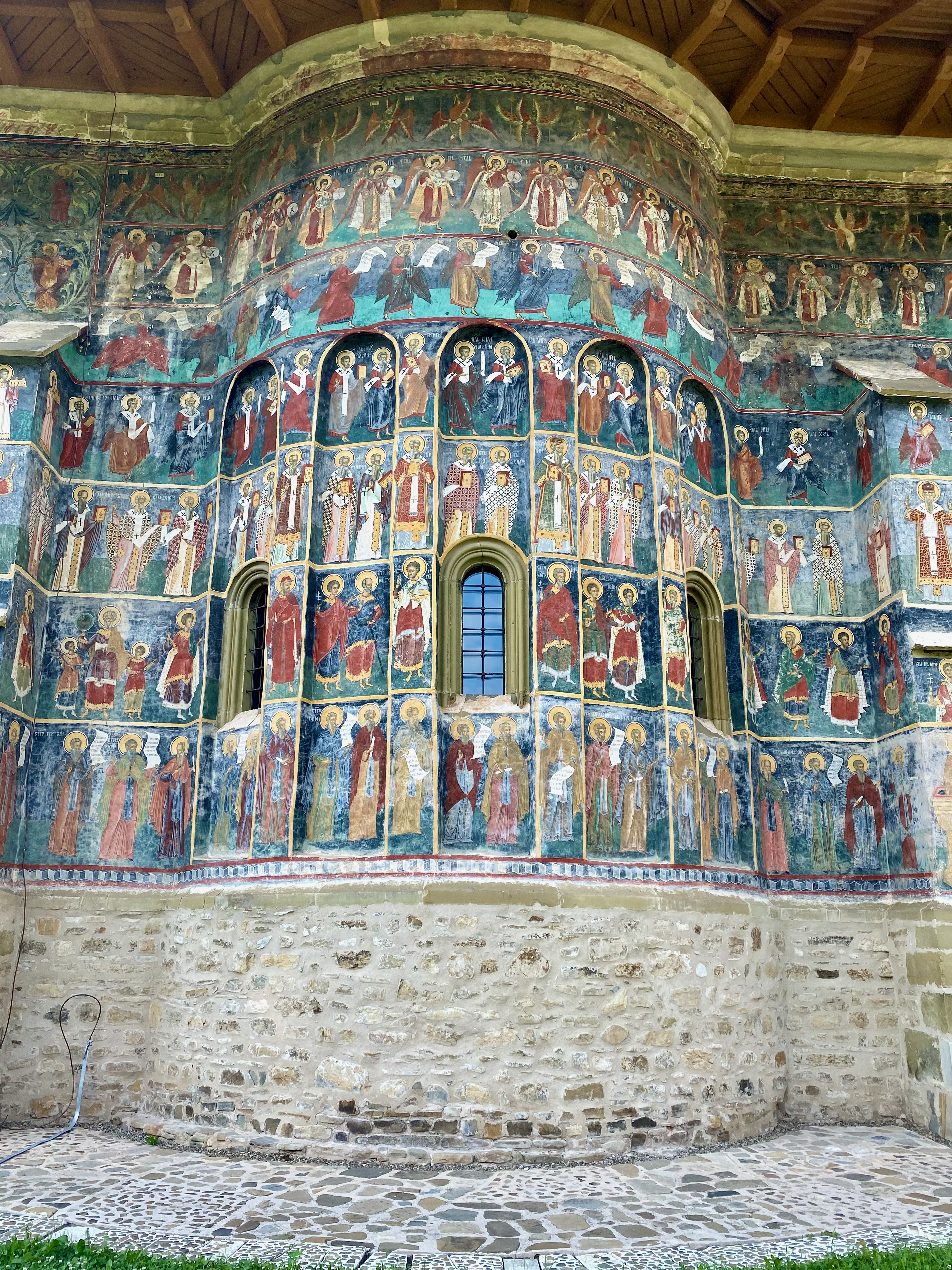
Frescos a l'absis

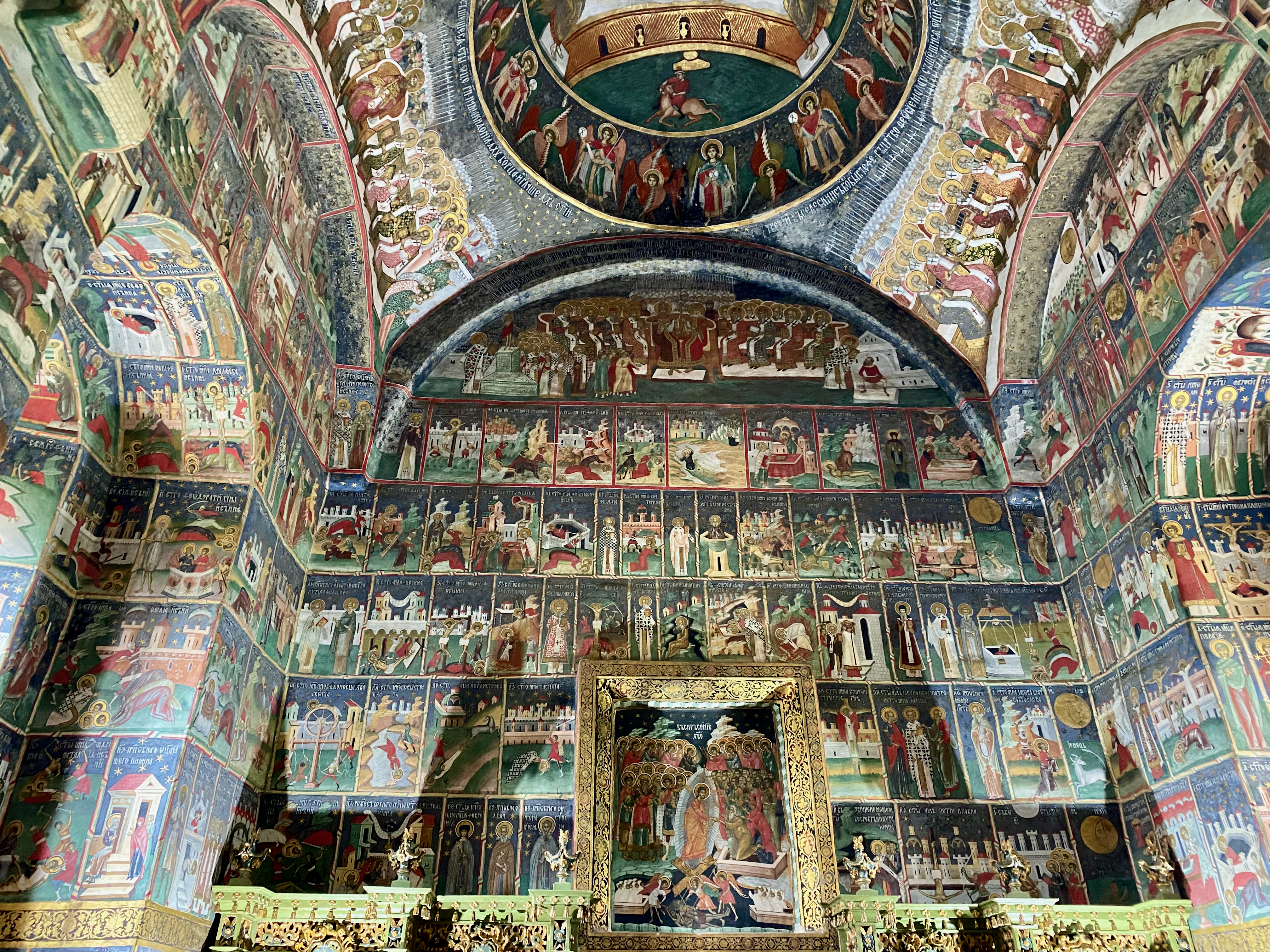
Pintures interiors

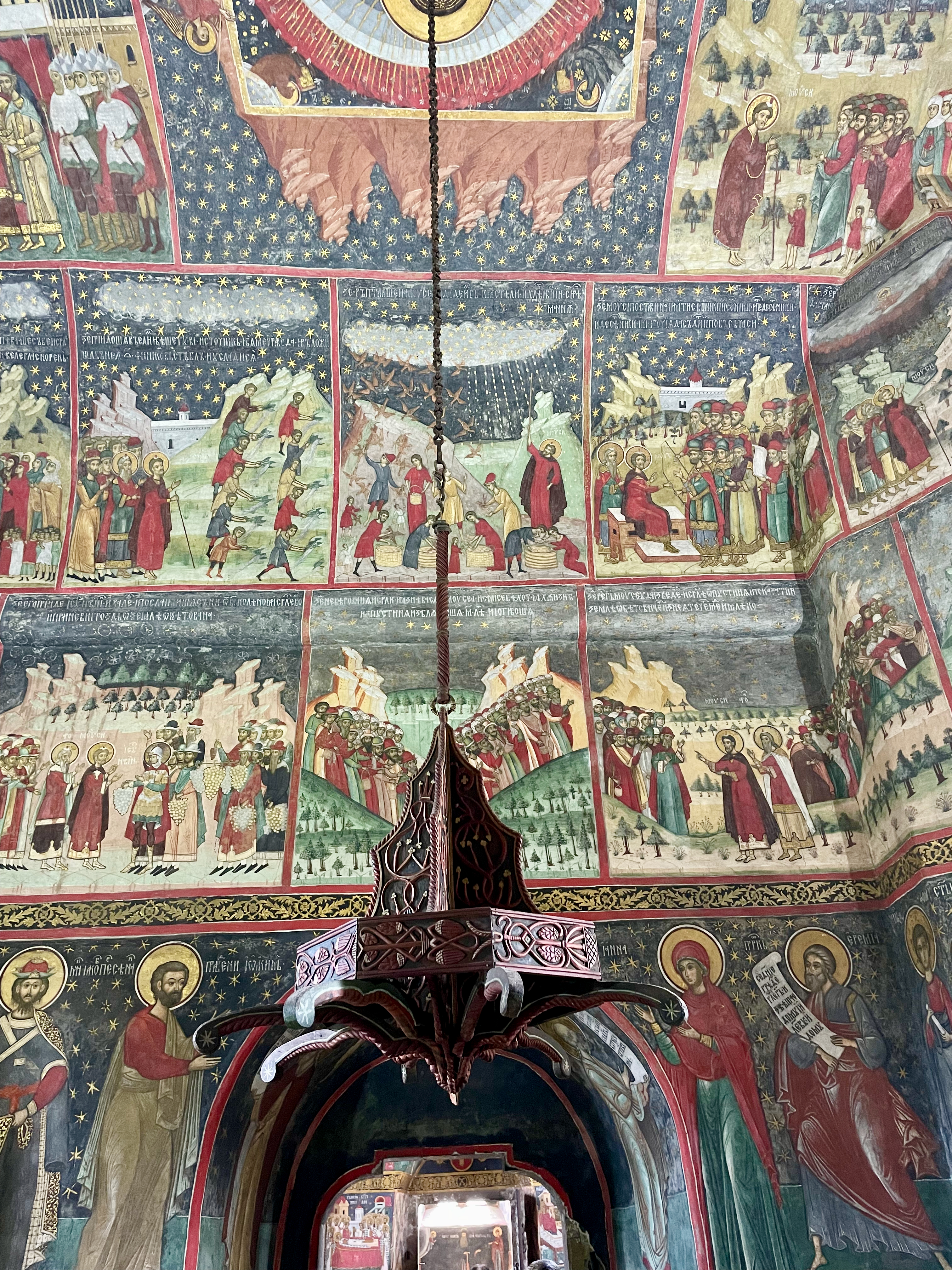
Pintures interiors

L'arquitectura de l'església conté elements romans d'Orient i gòtics, i alguns elements típics d'altres esglésies pintades del nord de Moldàvia. Tant les parets interiors com les exteriors estan cobertes per pintures murals de gran valor artístic i que representen episodis bíblics de l'Antic i del Nou Testament. Les pintures daten al voltant del 1601, cosa que converteix Sucevița en un dels darrers monestirs que es va decorar amb el famós estil moldau de pintures exteriors.
Situada enmig d'un tranquil paisatge de muntanya, l'església de Sucevița emergeix com una fortalesa de pedra, amb torres i contraforts massissos molt ben conservats. Flanquejat per torres amb teulades punxegudes, els murs que l'envolten mesuren sis metres d'alçada i tres metres de gruix, i formen un quadrilàter gairebé perfecte Hi ha altres estructures defensives dins del conjunt, incloses quatre torres (una a cada cantonada). Sucevița era una residència principesca i un monestir fortificat. Tal com ho van ser Moldoviţa i Dragomirna, Suceviţa també van tenir un paper militar, i la Cort del príncep sovint es va refugiar dins les seves muralles durant les guerres.
Les gruixudes parets alberguen avui un museu que presenta una excel·lent col·lecció d'art medieval, una de les més riques del país. Conté magnífiques peces dels segles XV-XVI, escultures de fusta i pedra, pintures i manuscrits donats al monestir pels fundadors i els seus descendents. També conté magnífics brodats en or, plata, seda i perles, inclosos preciosos retrats brodats dels germans leremia i Simion Movilă, que van governar Moldàvia. Les cobertes de les tombes de Ieremia i Simion Movilă ofereixen un testimoni eloqüent de la importància de Sucevița primer com a taller de manuscrits, després com a centre d'impressió.

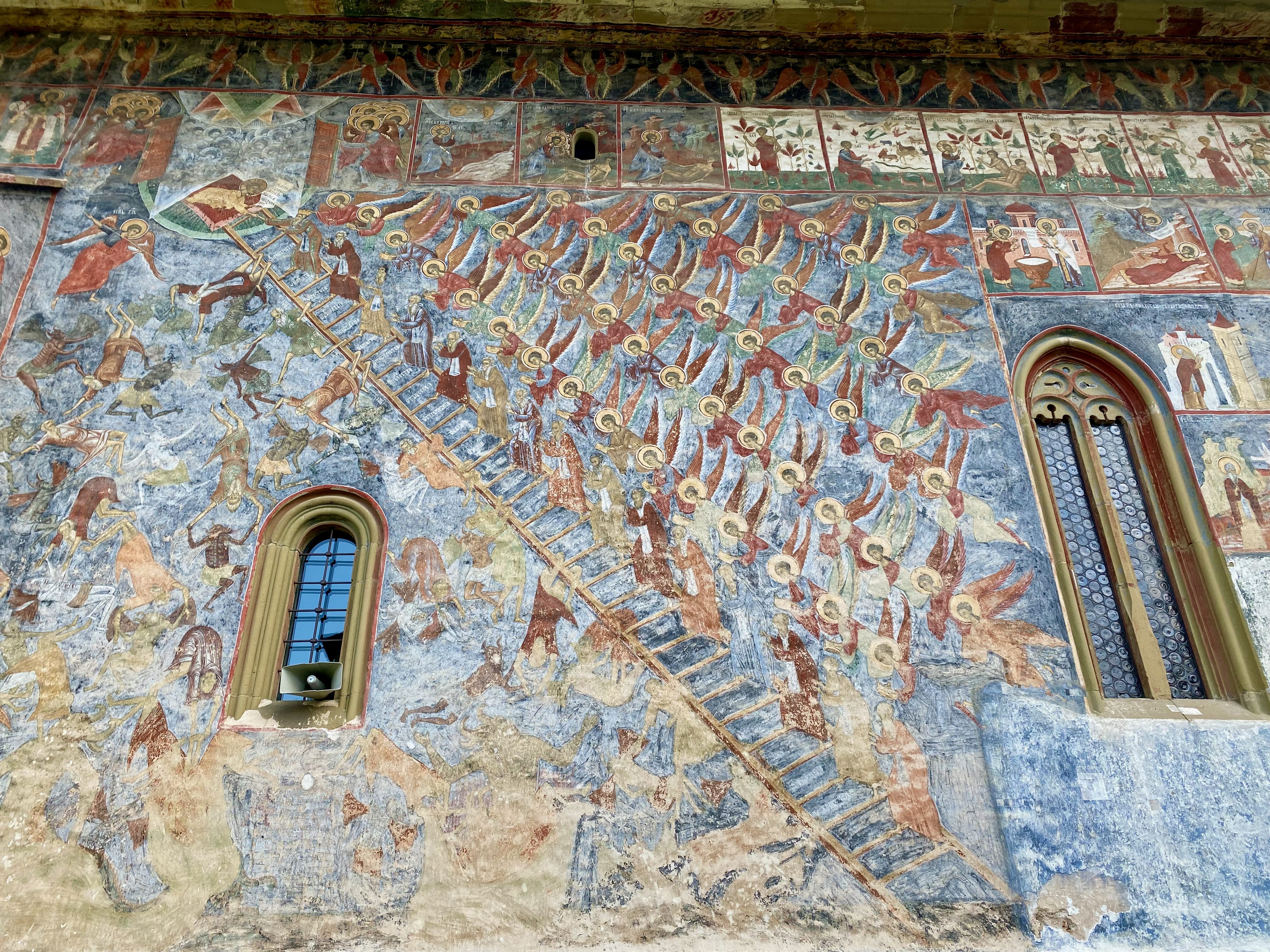
Escala de Sant Joan Clímac

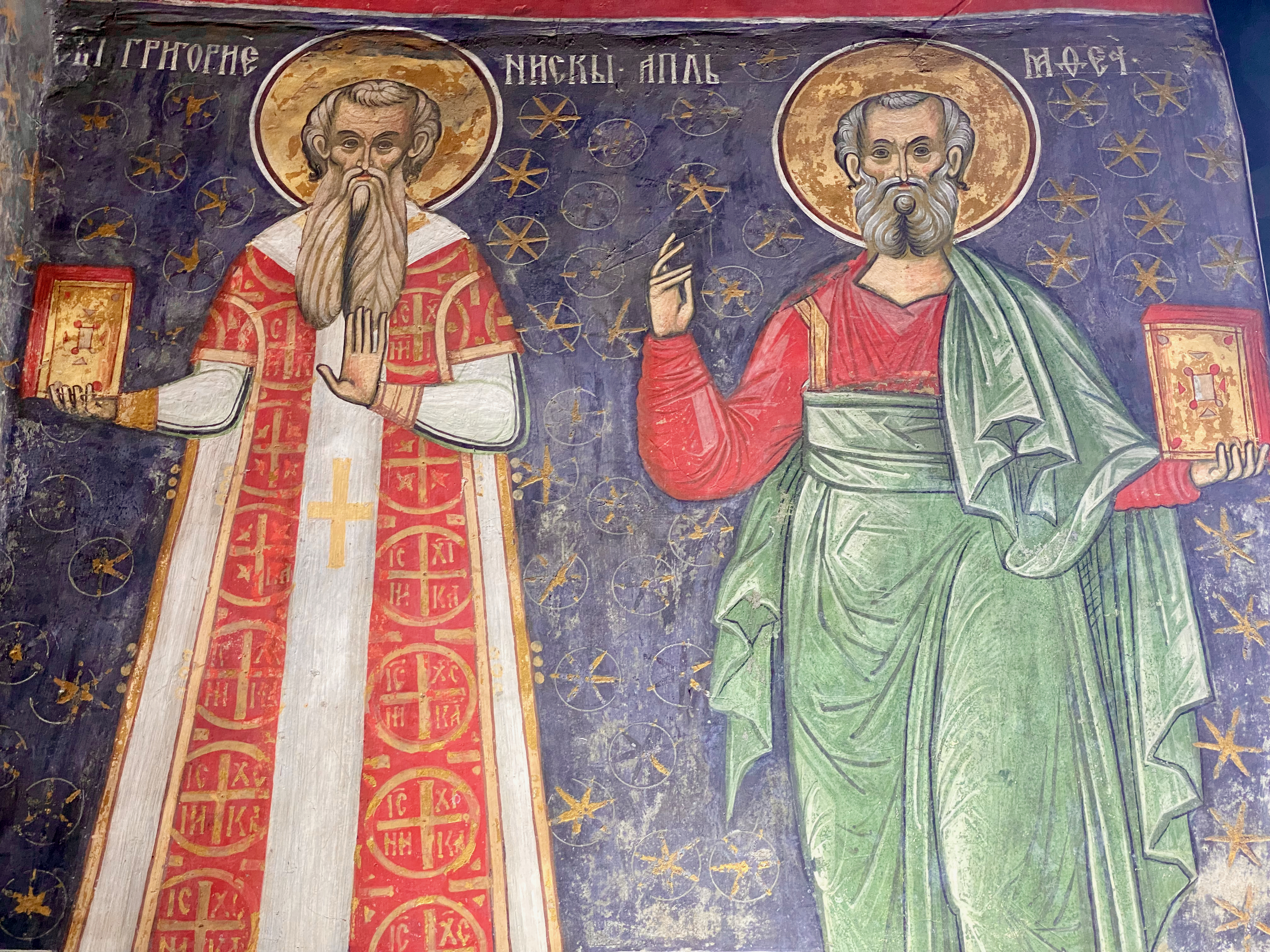
Pintures interiors

L'església principal està completament decorada amb frescos exteriors, els quals es troben en excel·lent estat de conservació i són els més ben conservats de Bucovina. Els colors predominants són el verd i el vermell. Creats pels germans Ion i Sofronie l'any 1596, aquests frescos mostren una gran varietat de figures bíbliques amb centenars de sants, profetes, cronistes i màrtirs. Cadascun d'ells és representat amb una expressió única i detallada. Un dels frescos més destacats és l'Escala de Sant Joan Clímac, també coneguda com l'Escala de les virtuts i els vicis. Aquesta pintura mostra les 32 etapes per les quals l'ànima ha de passar després de la mort, on només els que han viscut sense pecar arriben al cim de l'escala i assoleixen el Paradís.
El 2010, el monestir va ser inscrit per la UNESCO a la seva llista de Patrimoni de la Humanitat, com una de les esglésies pintades de Moldàvia.

## Enterraments
- Ieremia Movilă